# Yangelʹ (cràter)

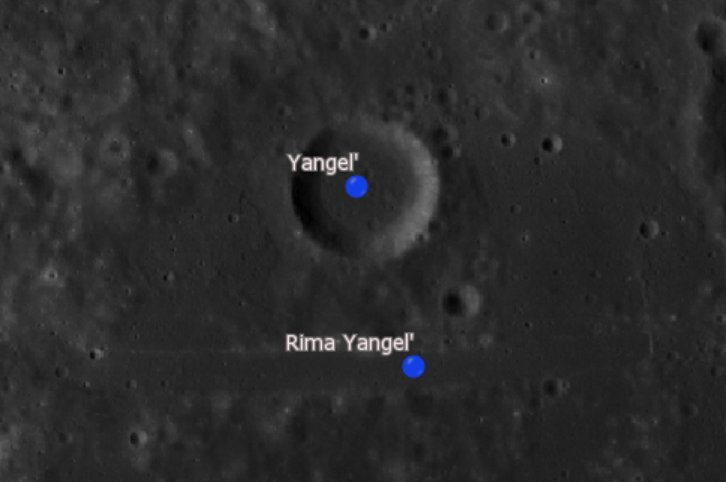
Cràter Yangelʹ i Rima Yangelʹ (imatge LRO)

Yangelʹ és un petit cràter d'impacte lunar que es troba en el terreny irregular situat al nord de la Mare Vaporum. És una formació de cràter relativament solitària, amb els cràters grans propers a més de 100 quilòmetres de distància. Al sud-est de Yangelʹ es troba el prominent cràter Manilius. Conon està situat al nord-oest, prop dels flancs de la serralada dels Montes Apenninus.
Just al nord de Yangelʹ apareix la petita mar lunar anomenada Lacus Felicitatis, o Llac de la Felicitat. Al nord-est, formant una badia en el Mare Vaporum, es localitza el Sinus Fidei. Una sinuosa esquerda denominada Rima Conon s'acosta a aquest element, arribant fins al seu extrem nord.

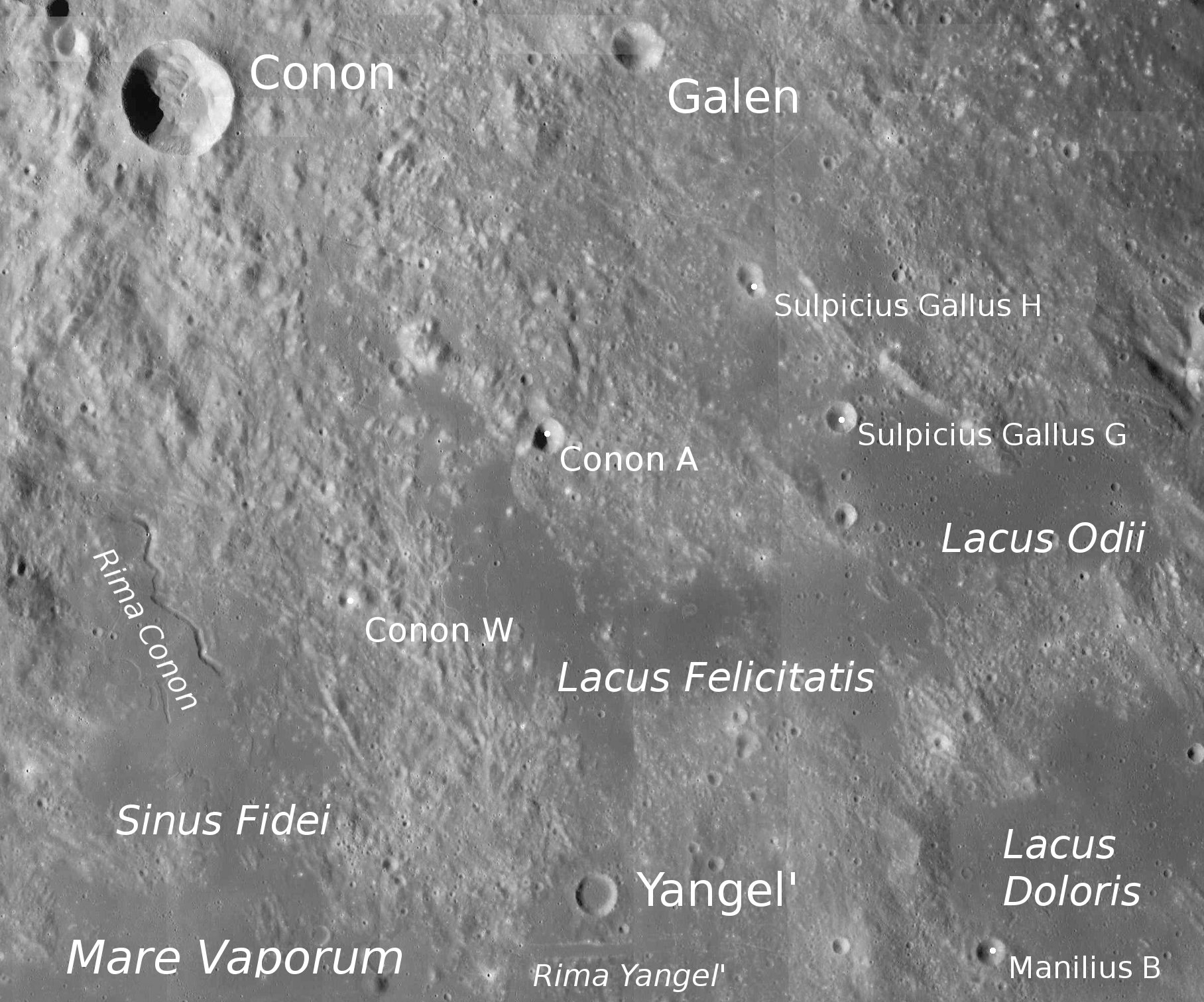
Entorn de Yangelʹ (al centre de la vora inferior)

Aquest és un cràter circular en forma de bol, amb una vora exterior estreta. El sòl interior té una albedo relativament baixa que coincideix amb el to fosc de la mare situada cap al sud. Aquest cràter va ser designat anteriorment com Manilius F, abans que la UAI li assignés la seva denominació actual.
Porta el nom del dissenyador de míssils soviètic Mikhaïl Iànguel.